# Station Batadorp
Station Batadorp is een voormalig spoorwegstation aan de spoorlijn tussen Station Best en Station Eindhoven. Deze spoorlijn is in het kader van de aanleg van staatsspoorlijnen geopend in 1866 en heeft de naam Lijn E gekregen.
Station Batadorp werd in de jaren dertig gebouwd voor de werknemers voor de schoenfabriek Bata Best. Het station heeft tot in de jaren zeventig dienstgedaan als halte voor spitstreinen.